# Kish
Kiš o Kish fue una ciudad situada al norte de la Baja Mesopotamia, en lo que más tarde sería la tierra de Akkad.   Fue fundada probablemente hacia principios del tercer milenio a. C., aunque hay constancia de poblamientos más antiguos por su zona: Ras El'Amiya (periodo de El Obeid 4000-3500 a. C.), Yemdet-Nasr (periodo Uruk 3500-3000 a. C.).
Kish (Tell al-Uhaymir) comprende los asentamientos de Ingharra, Uhaimir, así como otros de menor importancia.
Se encontraba ubicada a unos 15 km al este de Babilonia.
El asentamiento paulatino del pueblo semita de los acadios en la Baja Mesopotamia y en el bajo Diyala, seguramente tuvo como centro comercial y político a la ciudad de Kish, cuya población en el periodo protodinástico ya era principalmente acadia (como lo demuestra la lista de reyes, que tienen nombres claramente semitas).
La hegemonía de Kish en Akkad y más tarde en gran parte de la baja Mesopotamia dio como resultado que los reyes sumerio-acadios que pretendían la supremacía sobre sus rivales, se titularan habitualmente con el título a veces honorífico de «rey de Kish» o «rey de las cuatro partes» (Sumer, Elam, Subartu y Amurru, con Kish en el centro).